# Jaycee Chan
Jaycee Chan Jo-Ming (Fáng ZǔMíngP, 房祖名T, 房祖名S; Los Angeles, 3 dicembre 1982) è un cantante e attore statunitense con cittadinanza cinese, figlio dell'attore e artista marziale cinese Jackie Chan. Nel 2004, ha pubblicato il suo primo album cinese ad Hong Kong.

## Biografia
Figlio della star d'azione e di arti marziali Jackie Chan e dell'attrice taiwanese Lin Feng-Jiao, il nome di nascita è Joming Jaycee Chan, ma egli stesso ha cambiato il suo cognome in Fong/Fang. Nelle produzioni occidentali egli viene accreditato col nome di nascita di "Jaycee Chan". Secondo le fonti ufficiali, egli è nato il 3 dicembre 1982 a Los Angeles, California, ma nell'autobiografia di Jackie Chan è scritto che egli è nato nel 1984, e che i suoi genitori si sono sposati nel 1983. Jaycee è cresciuto ad Hong Kong, dove ha frequentato il Wah Yan College, un istituto maschile gesuita, fino all'età di 15 anni. A quell'età si è trasferito di nuovo nella sua città natale, dove ha frequentato una scuola mista.
Jaycee ha frequentato per due semestri il College of William and Mary a Williamsburg, in Virginia, ma ha lasciato gli studi a causa dei voti bassi. Nonostante gli sforzi del padre per farlo entrare all'Università di Harvard, tra cui una grande somma monetaria versata all'istituto ed una conferenza, Jaycee non è mai stato accettato. Alla fine Jaycee è tornato a stare ad Hong Kong a tempo indeterminato nel 2003. Nonostante la famiglia da cui proviene, i suoi album e i film nei quali ha recitato non hanno avuto troppo successo. Verso l'inizio del 2009 Jaycee ha rinunciato alla cittadinanza americana in favore di quella cinese.

### Rapporto col padre
Jackie Chan ha pubblicamente affermato che, nonostante vivano distanti, padre e figlio amano stare insieme quando è possibile. Hanno interpretato i propri ruoli di padre e figlio nello spot pubblicitario della bevanda Tea Leaf Drink. Nel talk show cinese 艺术人生 (Vita da artista), Jackie ha dichiarato di supportare la carriera musicale di suo figlio, ed ha citato una frase detta da Jaycee: "Se dovessi mai tentare nelle arti marziali, non importa quanto posso diventare bravo, ma non sarò mai più bravo di te; se invece dovessi tentare la carriera musicale, non importa quanto posso non esserne capace, ma sarò sempre più bravo di te".

## Filmografia

### Attore
- The Twins Effect II (2004)
- 2 Young (2005)
- McDull, the Alumni (2006)
- The Sun Also Rises (2007)
- Invisible Target (2007)
- The Drummer (2007)
- PK.COM.CN (2007)
- Tracing Shadow (2009)
- Hua Mulan (2010)
- Break Up Club
- 1911 (辛亥革命/Xinhai geming), regia di Jackie Chan (2011)
- East Meets West
- Double Trouble
- Tigri all'assalto (Railroad Tiger), regia di Ding Sheng (2016)

### Doppiatore
- Kung Fu Panda (2008) - Crane (voce cantonese)
- I segreti dei cinque cicloni (2008) - Scimmia (voce)

## Discografia

### Album
- Jaycee (2004)

### EP
- Safe Journey (一路好走) (2008)